# Jazz Tour
A Jazz Tour a Queen együttes 1978. október 28-tól 1979. május 6-ig tartó koncertsorozata, amely a Jazz albumot népszerűsítette. A koncertek nagy része az Amerikai Egyesült Államokban, Európában és Japánban volt, de eljutottak Kanadába is. A turné európai állomásain vették fel első élő albumukat, a Live Killers-t.

## Szakaszok

### Észak-Amerika (1978. október–december)
A Jazz világkörüli turnéja az Egyesült Államokban indult 1978. októberének végén, az album megjelenése előtt két héttel. A turné New Orleans-i állomásának előestéjén az együttes hatalmas és azóta hírhedtté vált Halloween-partit rendezett a jazz zene szülőhelyeként is emlegetett város Francia Negyedében. A transzvesztita táncosnőket, csupasz iszapbirkózókat, tűznyelőket, fura szerzeteket felvonultató, ingyen droggal és szexszel fűszerezett különc és vad partira lemezkiadók vezetőit, zenei újságírókat is meghívtak a Queen barátain kívül. Az esemény megadta az egész amerikai turné alaphangját. November közepén a New York-i Madison Square Gardenben adott koncerten a színpadon is megjelentek a fedetlen keblű lányok a Fat Bottomed Girls című dal közben, hogy egy szál tangabugyiban és magas sarkú cipőben biciklizzenek körbe-körbe a Bicycle Race videóklipjét idézve.

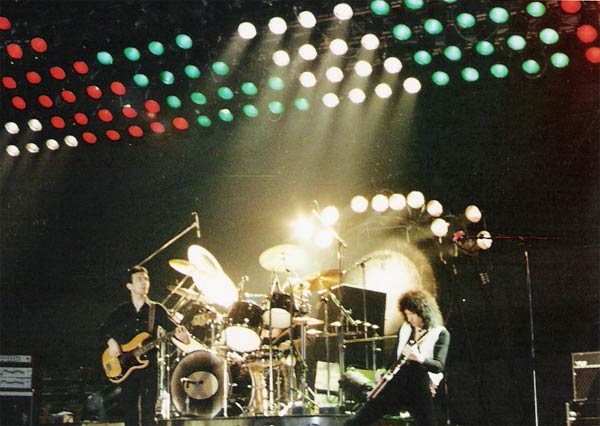
Queen-koncert a Jazz turnén

A műsorba öt új dal került be a friss nagylemezről, és egy külön akusztikus szett is helyet kapott a programban. A koncertek közepén egy második, kisebb színpadot eresztettek le a nagyszínpad elé teljes felszereléssel, és itt adták elő a Dreamer’s Ball, a Love of My Life és a ’39 dalokból álló akusztikus blokkot. Az előző turnéhoz képest Brian May gitárszólója visszakerült megszokott helyére, a Brighton Rock dal középrészébe, ami immár Roger Taylor dobszólójával is kibővült. Elhagyták viszont Freddie Mercury énekesnek az A Night at the Opera turnéja óta megszokott vokál-improvizációját, és helyette a Now I’m Here dalban felelgetett egymásnak a közönség és Mercury, ami ettől kezdve a Queen-koncertek állandó eleme lett. A beszámolók szerint a koncertek ráadásában a „pizzasütőnek” csúfolt masszív világítás a zenekar feje fölül a hátuk mögé ereszkedett, és mint egy földön kívüli űrhajó, az erős fények szinte elvakították a nézőket.
A majd' két hónapos amerikai turné során 30 koncertet adtak az USA-ban, és ötször léptek fel Kanadában. A sikeres észak-amerikai kört december 18. és 20. között három egymást követő estén, a The Forum színpadán, Inglewoodban (Los Angeles) zárták.
| Időpont            | Helyszín                                 |
| ------------------ | ---------------------------------------- |
| 1978. október 28.  | Egyesült Államok, Dallas                 |
| 1978. október 29.  | Egyesült Államok, Memphis                |
| 1978. október 31.  | Egyesült Államok, New Orleans            |
| 1978. november 3.  | Egyesült Államok, Memphis                |
| 1978. november 4.  | Egyesült Államok, Lakeland               |
| 1978. november 6.  | Egyesült Államok, Washington             |
| 1978. november 7.  | Egyesült Államok, New Haven              |
| 1978. november 9.  | Egyesült Államok, Detroit                |
| 1978. november 10. | Egyesült Államok, Detroit                |
| 1978. november 11. | Egyesült Államok, Kalamazoo              |
| 1978. november 13. | Egyesült Államok, Boston                 |
| 1978. november 14. | Egyesült Államok, Providence             |
| 1978. november 16. | Egyesült Államok, New York               |
| 1978. november 17. | Egyesült Államok, New York               |
| 1978. november 19. | Egyesült Államok, Uniondale, Long Island |
| 1978. november 20. | Egyesült Államok, Philadelphia           |
| 1978. november 22. | Egyesült Államok, Nashville              |
| 1978. november 23. | Egyesült Államok, St. Louis              |
| 1978. november 25. | Egyesült Államok, Richfield              |
| 1978. november 26. | Egyesült Államok, Cincinnati             |
| 1978. november 28. | Egyesült Államok, Buffalo                |
| 1978. november 30. | Kanada, Ottawa                           |
| 1978. december 1.  | Kanada, Montréal                         |
| 1978. december 3.  | Kanada, Toronto                          |
| 1978. december 4.  | Kanada, Toronto                          |
| 1978. december 6.  | Egyesült Államok, Madison                |
| 1978. december 7.  | Egyesült Államok, Chicago                |
| 1978. december 8.  | Egyesült Államok, Kansas City            |
| 1978. december 12. | Egyesült Államok, Seattle                |
| 1978. december 13. | Egyesült Államok, Portland               |
| 1978. december 14. | Kanada, Vancouver                        |
| 1978. december 16. | Egyesült Államok, Oakland                |
| 1978. december 18. | Egyesült Államok, Inglewood              |
| 1978. december 19. | Egyesült Államok, Inglewood              |
| 1978. december 20. | Egyesült Államok, Inglewood              |

### Európa (1979. január–március)

Az európai turnén rögzített koncertalbum borítója

A Jazz Tour európai szakasza 1979. január 17-én indult. Ez volt a Queen addigi legnagyobb európai turnéja. A menetrendet úgy állították össze, hogy a megszokott helyszínek mellett a be nem járatott, kisebb városokban is felléphessen az együttes. A legtöbbet Nyugat-Németországban játszottak. Gyakorlatilag egy 12 állomásos országos turnét bonyolítottak le az NSZK-ban. Ezenkívül Belgium, Hollandia és Svájc mellett, Spanyolországban négy, Franciaországban pedig öt alkalommal léptek fel március 1-ig. A Queen történetének első kelet-európai koncertjeire Jugoszláviában került sor február 6-án és 7-én (a mai Horvátország és Szlovénia fővárosaiban).
Az európai koncertekre kikerült a műsorból a Fat Bottomed Girls, helyette a Don’t Stop Me Now-t játszották az új nagylemezről. A Queen első koncertalbumának anyagát az ezen az Európa-turnén készült élő felvételekből állították össze, és Live Killers címen jelent meg 1979 nyarán.
| Időpont           | Helyszín                 |
| ----------------- | ------------------------ |
| 1979. január 17.  | Németország, Hamburg     |
| 1979. január 18.  | Németország, Kiel        |
| 1979. január 20.  | Németország, Bréma       |
| 1979. január 21.  | Németország, Dortmund    |
| 1979. január 23.  | Németország, Hannover    |
| 1979. január 24.  | Németország, Berlin      |
| 1979. január 26.  | Belgium, Brüsszel        |
| 1979. január 27.  | Belgium, Brüsszel        |
| 1979. január 29.  | Hollandia, Rotterdam     |
| 1979. január 30.  | Hollandia, Rotterdam     |
| 1979. február 1.  | Németország, Köln        |
| 1979. február 2.  | Németország, Frankfurt   |
| 1979. február 4.  | Svájc, Zürich            |
| 1979. február 6.  | Jugoszlávia, Zágráb      |
| 1979. február 7.  | Jugoszlávia, Ljubljana   |
| 1979. február 11. | Németország, München     |
| 1979. február 13. | Németország, Stuttgart   |
| 1979. február 15. | Németország, Saarbrücken |
| 1979. február 17. | Franciaország, Lyon      |
| 1979. február 19. | Spanyolország, Barcelona |
| 1979. február 20. | Spanyolország, Barcelona |
| 1979. február 21. | Spanyolország, Barcelona |
| 1979. február 23. | Spanyolország, Madrid    |
| 1979. február 25. | Franciaország, Poitiers  |
| 1979. február 27. | Franciaország, Párizs    |
| 1979. február 28. | Franciaország, Párizs    |
| 1979. március 1.  | Franciaország, Párizs    |

### Japán (1979. április–május)
Japánba három év kihagyás után tért vissza az együttes. Utoljára az A Night at the Opera turnéján jártak a szigetországban, 1976 tavaszán. Az európai koncertek szervezéséhez hasonlóan Japánban is játszottak kisebb városokban, így az április 13-án kezdődő turné három hete alatt 15 koncertet adtak Tokiótól Szapporóig. A japán rajongók kedvéért a műsorba bekerült az A Day at the Races albumról a Teo Torriatte című dal, amelynek egyik refrénjét a lemezen is japánul énekli Mercury. Habár a turné végére a frontembernek kissé elege lett a folyton sikoltozó tinédzser rajongókból.
| Időpont           | Helyszín         |
| ----------------- | ---------------- |
| 1979. április 13. | Japán, Tokió     |
| 1979. április 14. | Japán, Tokió     |
| 1979. április 19. | Japán, Oszaka    |
| 1979. április 20. | Japán, Oszaka    |
| 1979. április 21. | Japán, Kanazava  |
| 1979. április 23. | Japán, Tokió     |
| 1979. április 24. | Japán, Tokió     |
| 1979. április 25. | Japán, Tokió     |
| 1979. április 27. | Japán, Kóbe      |
| 1979. április 28. | Japán, Nagoja    |
| 1979. április 30. | Japán, Fukuoka   |
| 1979. május 1.    | Japán, Fukuoka   |
| 1979. május 2.    | Japán, Jamagucsi |
| 1979. május 5.    | Japán, Szapporo  |
| 1979. május 6.    | Japán, Szapporo  |

### Saarbrücken Open Air '79
A Jazz-turnét követően a Queen szinte rögtön stúdióba vonult Münchenben, hogy a következő nagylemezén dolgozzon. Augusztus 18-án a saarbrückeni fesztiválon a Ludwigsparkstadionban adtak még egy koncertet, aminek műsora átmenet volt a Jazz-turné és az 1979 év végi angliai Crazy Tour műsora között azzal, hogy itt már teljes egészében eljátszották a Mustapha című dalukat, viszont elhagyták az akusztikus blokkot a programból. Nagy feltűnést keltett Roger Taylor dobos, akinek szőkítés helyett zöldre sikerült festenie a haját koncert előtt, és aznap ilyen külsővel volt kénytelen színpadra lépni 30.000 néző előtt. A fellépést sok technikai probléma kísérte, és a koncert végén a felpaprikázott dobos szétverte a felszerelését.
| Időpont             | Helyszín                 |
| ------------------- | ------------------------ |
| 1979. augusztus 18. | Németország, Saarbrücken |

## Közreműködők
- Freddie Mercury – ének, zongora, maracas, csörgődob
- Brian May – elektromos gitár, háttérvokál, bendzsó, akusztikus gitár
- Roger Taylor – dob, csörgődob, háttérvokál
- John Deacon – basszusgitár, fretless basszusgitár

## Dalok listája
Jellemző műsor
1. We Will Rock You (gyors változat)
2. Let Me Entertain You
3. Somebody to Love
4. If You Can’t Beat Them
5. Medley:
  1. Death on Two Legs
  2. Killer Queen
  3. Bicycle Race
  4. I’m in Love with My Car
6. Get Down, Make Love
7. You’re My Best Friend
8. Now I’m Here
9. Don’t Stop Me Now (kivéve Észak-Amerikában)
10. Spread Your Wings
11. Dreamer’s Ball
12. Love of My Life
13. ’39
14. It’s Late
15. Brighton Rock
16. Fat Bottomed Girls (főleg Észak-Amerikában)
17. Keep Yourself Alive
18. Bohemian Rhapsody
19. Tie Your Mother Down
20. Sheer Heart Attack
21. We Will Rock You
22. We Are the Champions
23. God Save the Queen (Queen-dal)

Ritkán előadott dalok
- Teo Torriatte (csak Japánban, a Spread Your Wings helyett)
- Mustapha (intro)
- Fun It (intro a Keep Yourself Alive-hoz)
- Jailhouse Rock
- Big Spender